# Prayers/Triangles
Prayers/Triangles è un singolo del gruppo musicale statunitense Deftones, pubblicato il 4 febbraio 2016 come primo estratto dall'ottavo album in studio Gore.

## Video musicale
Il video, diretto da Charles Bergquist, è stato pubblicato in anteprima l'11 aprile 2016 sul sito di Rolling Stone e alterna scene del gruppo intento a eseguire il brano con altre in cui il frontman Chino Moreno passeggia sulle strade di un quartiere residenziale.

## Tracce
Download digitale
1. Prayers/Triangles – 3:37

Download digitale – remix
1. Prayers/Triangles (Com Truise Remix) – 3:35

## Formazione
Gruppo
- Abe Cunningham – batteria
- Chino Moreno – voce, chitarra
- Frank Delgado – tastiera, campionatore
- Sergio Vega – basso
- Stephen Carpenter – chitarra

Produzione
- Matt Hyde – produzione, registrazione, ingegneria del suono, missaggio
- Deftones – produzione
- Chris Rakestraw – ingegneria del suono
- Jimmy Fahey – assistenza tecnica
- Martin Pradler – ingegneria del suono aggiuntiva
- Rob Hill – ingegneria del suono aggiuntiva
- Howie Weinberg – mastering
- Gentry Studer – mastering

## Classifiche
| Classifica (2016)                | Posizione massima |
| -------------------------------- | ----------------- |
| Regno Unito (rock & metal)       | 37                |
| Stati Uniti (alternative)        | 36                |
| Stati Uniti (mainstream rock)    | 8                 |
| Stati Uniti (rock & alternative) | 39                |